# Таблетка

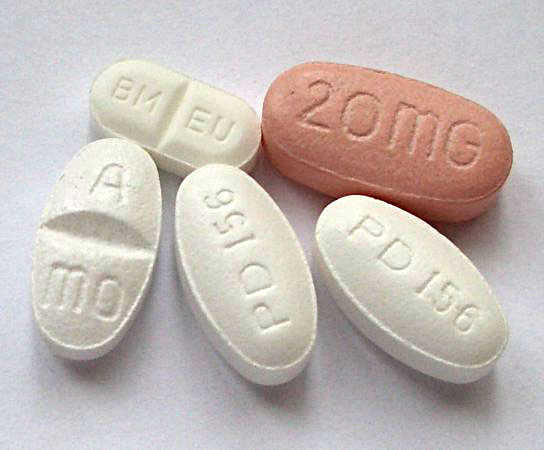
Таблетки

Табле́тка (лат. tabuletta, зменшувальна форма від tabula), також, у ширшому значенні, пігу́лка, піґу́лка (від пол. pigułka — пілюля)  — тверда дозована лікарська форма для внутрішнього застосування (деколи парентерального) або для виготовлення інших лікарських форм, отримувана шляхом пресування лікарських речовин у вигляді пласких або двоякоопуклих кружечків. Таблетки бувають покриті оболонкою із цукру, декстрину, крохмалю, какао і ін. Вони повинні розпадатись в 50 мл води (дистильованої) при повільному помішуванні в колбі при 37 °C впродовж 15 хвилин (не покриті оболонкою) або впродовж 30 хвилин (покриті оболонкою).[джерело?]
Останнім часом поряд з «таблетка» вживається і запозичене з польської слово «пігулка», але оригінальне пол. pigułka (походить від лат. pilula) означає не «таблетка» (tabletka), а «пілюля».

## Види
Деякі лікарські речовини таблеток можуть руйнуватися у кислому середовищі шлунка. У такому випадку лікарську речовину вводять в кишку, вдаючись до використання таблеток, вкритих оболонкою, стійкою до дії шлункового соку, але розчинною у лужному середовищі кишок. Також існують таблетки з багатошаровим покриттям, які забезпечують поступове всмоктування дієвої речовини, що дозволяє пролонгувати терапевтичну дію препарату (ретардні форми препаратів).
Таблетки є офіцінальними лікарськими формами та виписують їх із зазначенням назви лікарської речовини, її разової дози й кількості таблеток.

## Слід пам'ятати
У хворих, які довго перебувають у горизонтальному положенні, хворих (особливо похилого віку) з порушеною перистальтикою стравоходу, таблетки можуть затримуватися в стравоході, утворюючи в ньому виразки. Для профілактики цього ускладнення таблетки потрібно запивати значною кількістю води (не менше 200 мл). Зменшення подразнювальної дії лікарських засобів на слизову оболонку шлунка можна досягти виготовленням їх у вигляді мікстур з додаванням слизу. В разі значного подразнювального (або ульцерогенного) ефекту, препарати, особливо ті, що потребують тривалого курсового застосування (наприклад, диклофенак натрію) доцільно приймати після їжі.